# 仙台文学館
仙台文学館（せんだいぶんがくかん）は、宮城県仙台市青葉区北根にある仙台市立の文学館・社会教育施設である。1999年（平成11年）に開館した。初代館長として8年間在任した井上ひさしを初め、宮城県や仙台市にゆかりのある近代文学に関する資料の収集・展示を行っている。また、文学作品の劇の公演を主催する場合もある。2009年（平成21年）までは文学賞「晩翠賞」の授与がここで行われていた。

## 沿革
仙台文学館は德陽シティ銀行研修所跡地に1999年（平成11年）3月に開館した。宮城県と仙台市には各々文学館の設置構想があったが、市が事業主体となり、建設費および開館までの資料購入費の半分に対して県が補助金を出すという形で計画が一本化された。同時期、県では宮城県図書館、市では仙台市図書館の移転・新築計画が各々存在していたが、文学館は地元の近代文学の資料収集および展示、両図書館は広範な図書の収集・閲覧を中心とした施設と役割分担がなされた。
また、同時期に宮城県美術館に「佐藤忠良記念館」が新設されたが、宮城県芸術協会による美術館建設の陳情が市にもなされ、美術ギャラリーと文学館を合わせて仙台市都心部の定禅寺通に設置する計画が生まれた。その後、仙台市都心部から見て北郊外の台原森林公園隣接地にあった德陽シティ銀行研修所の跡地を市が取得したため、文学館は同跡地に建設し、美術ギャラリーと仙台市図書館とを合わせて定禅寺通に建設する計画に変更された。定禅寺通の複合施設は、文学館開館後にせんだいメディアテーク として開館した。

### 年表
- 1964年（昭和39年）、文学館の設立構想を持った宮城県芸術協会が創立[5]。
- 1984年（昭和59年）12月23日、石井亨が仙台市長に就任。
- 1987年（昭和62年）、市が文学館整備の準備委員会を発足させた[5]。
- 1989年（平成元年）
  - 4月1日、仙台市が政令指定都市に移行。
  - 宮城県芸術協会が美術館建設の陳情書を市に提出。
- 1992年（平成4年）
  - 3月、德陽シティ銀行研修所跡地を市が取得。
  - 9月、美術ギャラリーと文学館を仙台市営バス・定禅寺通車庫跡地に合築する案を取り止め、德陽シティ銀行研修所跡地に文学館を単独建設する方向に軌道修正すると市長が仙台市議会で言明[6]。
- 1994年（平成6年）、仙台文学館全国公開設計競技でネオタイドの案が最優秀賞を受賞[7]。
- 1998年（平成10年）3月、宮城県図書館が泉パークタウンに新築・移転。
- 1999年（平成11年）3月28日、井上ひさしを初代館長として開館。
- 2001年（平成13年）、仙台市図書館と美術ギャラリーなどを併設したせんだいメディアテークが定禅寺通に開館。
- 2007年（平成19年）3月、井上ひさしが館長を退任[8]。小池光が第2代館長となる。
- 2008年（平成20年）10月1日、常設展をリニューアルオープン。
- 2009年（平成21年）
  - 開館10周年を記念して「井上ひさし展・吉里吉里国再発見」を開催[9]。
  - 1月17日より、特集展示「宮藤官九郎展 俳優と物語作家（ストーリーテラー）」を開催[10]。
  - 10月18日、第50回「晩翠賞」贈賞式を開催。同賞は同日を以って50年の歴史に幕を下ろした[11]。
- 2010年（平成22年）
  - 1月29日より、仙台在住の伊坂幸太郎原作で仙台を舞台にした映画『ゴールデンスランバー』（1月30日公開）の特集展示を開催。
  - 3月28日、仙台文学館展示室コンサートにおいて、井上ひさし原作のひょっこりひょうたん島の音楽を集めた「ひょうたん島のおんがくかい」を開催[12]。
  - 4月9日、当館初代館長の井上ひさしが死去。当館内に記帳台が設けられた[8]。
  - 4月19日、仙台に留学した中国の小説家・思想家である魯迅を題材にしたこまつ座「シャンハイムーン」（作：井上ひさし）のイズミティ21公演を当館企画事業として開催[12]。
  - 6月26日 - 7月11日、「井上ひさし戯曲資料特集展」を開催[13]。
- 2011年（平成23年）
  - 3月11日、東北地方太平洋沖地震（東日本大震災）の影響で休館[3]。
  - 6月22日、営業再開[3]。
- 2012年（平成24年）1月、復旧工事修了[3]。
- 2020年2月　小池光が館長を退任、佐伯一麦が第三代館長となる。

## 施設
6万2968平方メートルの敷地面積のうち、建築面積は2377平方メートルである。文学館の建物は1994年（平成6年）に開催された仙台文学館全国公開建築設計競技において、最優秀賞を受賞したネオタイド建築計画（東京都）の案を元に建設された。この案は、建設予定地である七北田川水系仙台川支流の小川がつくったV字谷を「ダイナミックな空間」と捉え、ここに「自然環境との共生、古都仙台のイメージと四季や時間の流れ」をテーマとし、台原森林公園と市街地との間に設けられた「ゲート」、建設地のV字谷の両岸をつなぐ「ブリッジ」、仙台城などの歴史を表す「白壁」をキーワードに設計された。
館内の1階はエントランスロビーである。2階には情報コーナー、交流コーナー、こどもの本の部屋、講習室、喫茶室がある。3階が常設展示室と企画展示室である。庭園には野外石舞台、エドマンド・ブランデンの詩碑、扇畑忠雄の歌碑、海鋒義美の音楽碑がある。
館内の情報・交流コーナーやこどもの本の部屋の利用は無料だが、常設展・特別展・企画展の観覧および講習室の使用は有料。ただし、「仙台文学館友の会」、仙台都市圏「どこでもパスポート」、および、石巻圏「ゆうゆうパスポート」 の会員などは無料で観覧できる。蔵書目録は、インターネット上の「学都仙台オンライン目録 (OPAC)」を用いて検索可能である。

### 館内外の様子

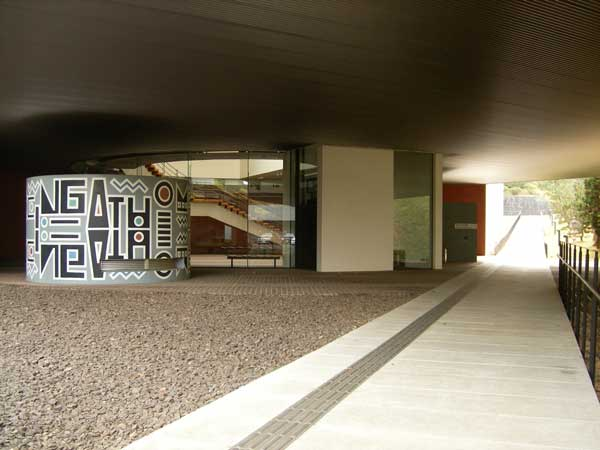
入り口
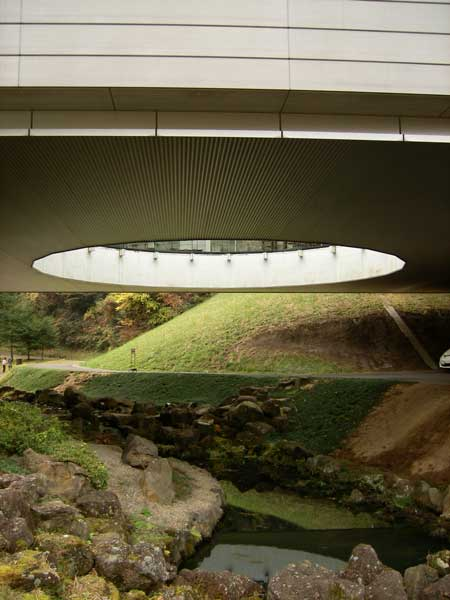
建物中央の吹き抜けとV字谷に造られた日本庭園
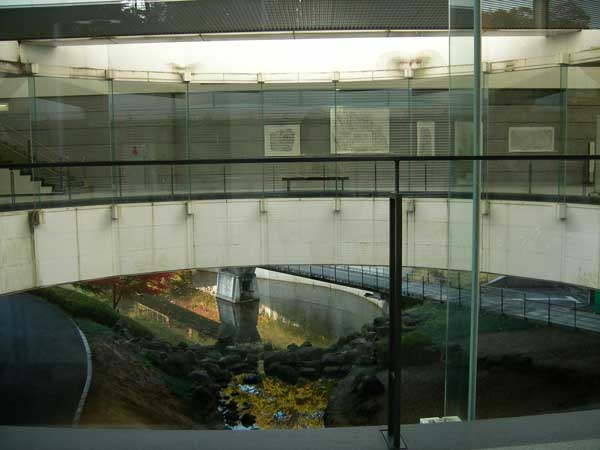
2階から見た吹き抜け
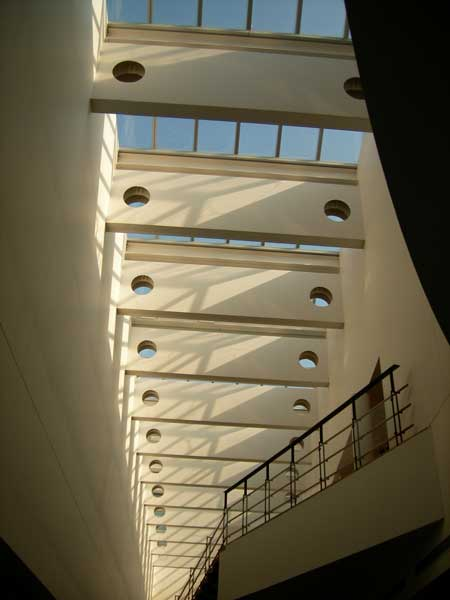
屋根

## 土井晩翠顕彰会
土井晩翠顕彰会は仙台市長を会長とし、仙台文学館に事務局を置いている。仙台市出身の詩人・土井晩翠の顕彰と、東北の詩人の活躍を後押しする意味で1960年（昭和35年）に創設された以下のような賞を顕彰会が主催して授与してきた。しかし、第50回にあたる2009年（平成21年）を最後に休止となった。

### 晩翠賞
「晩翠賞」は詩集に対する賞で、近年は選考対象が東北出身者以外にも広げられていた。東京都の山の上ホテルで選考会、仙台文学館で贈賞式が行われ、柳原義達制作の土井晩翠レリーフと副賞100万円が贈られていた。この賞を授与するに値する作品が選考対象期間に複数発表された場合は、各々を同一回の受賞作とした。
| 回     | 年                 | 受賞者       | 受賞作                               | 出版社         |
| ------ | ------------------ | ------------ | ------------------------------------ | -------------- |
| 第50回 | 2009年（平成21年） | 斎藤恵子     | 無月となのはな                       | 思潮社         |
| 第49回 | 2008年（平成20年） | 水無田気流   | Z境                                  | 思潮社         |
| 第48回 | 2007年（平成19年） | 新井豊美     | 草花丘陵                             | 思潮社         |
| 第47回 | 2006年（平成18年） | 和合亮一     | 地球頭脳詩篇                         | 思潮社         |
| 第46回 | 2005年（平成17年） | 高岡修       | 犀                                   | 思潮社         |
| 第45回 | 2004年（平成16年） | 山崎るり子   | 風ぼうぼうぼう                       | 思潮社         |
| 第44回 | 2003年（平成15年） | 白石かずこ   | 浮遊する母、都市                     | 書肆山田       |
| 第43回 | 2002年（平成14年） | 吉田文憲     | 原子野                               | 砂子屋書房     |
| 第42回 | 2001年（平成13年） | 松本邦吉     | 発熱頌                               | 書肆山田       |
| 第41回 | 2000年（平成12年） | 豊原清明     | 朝と昼のてんまつ                     | 編集工房ノア   |
| 第40回 | 1999年（平成11年） | 藤井貞和     | 「静かの海」石、その韻き             | 思潮社         |
| 第40回 | 1999年（平成11年） | 安水稔和     | 生きているということ                 | 編集工房ノア   |
| 第39回 | 1998年（平成10年） | 平田俊子     | ターミナル                           | 思潮社         |
| 第38回 | 1997年（平成9年）  | 黒部節子     | 北向きの家                           | 夢人館         |
| 第37回 | 1996年（平成8年）  | 時里二郎     | ジパング                             | 思潮社         |
| 第36回 | 1995年（平成7年）  | 徳岡久生     | 私語辞典                             | 思潮社         |
| 第35回 | 1994年（平成6年）  | 清水哲男     | 夕陽に赤い帆                         | 思潮社         |
| 第34回 | 1993年（平成5年）  | 千葉香織     | 水辺の約束                           | 思潮社         |
| 第33回 | 1992年（平成4年）  | 関富士子     | 飼育記                               | あざみ書房     |
| 第33回 | 1992年（平成4年）  | 宮静枝       | 山荘光太郎残影                       | 東洋館出版社   |
| 第32回 | 1991年（平成3年）  | 木村迪夫     | まぎれ野の                           | 鳥影社         |
| 第31回 | 1990年（平成2年）  | 小山内弘海   | 一九八六年七月の朝飛行船を見に行った | 路上社         |
| 第31回 | 1990年（平成2年）  | 斎藤忠男     | 花のある雑草                         | 秋田文化出版社 |
| 第30回 | 1989年（平成元年） | 大坪孝二     | 今日よりも                           | 点点洞         |
| 第30回 | 1989年（平成元年） | 堀江沙オリ   | Alone together                       | 思潮社         |
| 第29回 | 1988年（昭和63年） | 加藤文男     | 労使関係論                           | 花神社         |
| 第28回 | 1987年（昭和62年） | 内川吉男     | メルカトル図法                       | 火山弾の会     |
| 第27回 | 1986年（昭和61年） | 糸屋鎌吉     | 尺骨                                 | 芸立出版       |
| 第26回 | 1985年（昭和60年） | 菊池貞三     | ここに薔薇あらば                     | 花神社         |
| 第25回 | 1984年（昭和59年） | 尾花仙朔     | 縮図                                 | 季節社         |
| 第24回 | 1983年（昭和58年） | 有我祥吉     | クレヨンの屑                         | 黒詩社         |
| 第23回 | 1982年（昭和57年） | 小笠原茂介   | みちのくのこいうた                   | 津軽書房       |
| 第22回 | 1981年（昭和56年） | 佐々木洋一   | 星々                                 | 青磁社         |
| 第21回 | 1980年（昭和55年） | 吉岡良一     | 暴風前夜                             | 工房P          |
| 第20回 | 1979年（昭和54年） | 藤原美幸     | 普遍街夕焼通りでする立ちばなし       | 私家版         |
| 第19回 | 1978年（昭和53年） | 庄司直人     | 庄司直人詩集                         | 宝文館出版     |
| 第18回 | 1977年（昭和52年） | 香川弘夫     | わが津軽街道                         | Laの会         |
| 第17回 | 1976年（昭和51年） | 相田謙三     | あおざめた鬼の翳                     | 竜詩社         |
| 第17回 | 1976年（昭和51年） | 泉谷明       | 濡れて路上いつまでもしぶき           | 津軽書房       |
| 第16回 | 1975年（昭和50年） | 高木秋尾     | けもの水                             | 幽血詩社       |
| 第15回 | 1974年（昭和49年） | 佐藤秀昭     | 毛越寺二十日夜祭                     | 草美社         |
| 第14回 | 1973年（昭和48年） | 沢野起美子   | 冬の桜                               | 昭森社         |
| 第14回 | 1973年（昭和48年） | 北森彩子     | 城へゆく道                           | 詩学社         |
| 第13回 | 1972年（昭和47年） | 及川均       | 及川均詩集                           | 青土社         |
| 第12回 | 1971年（昭和46年） | 中寒二       | 尻取り遊び                           | 表現派詩社     |
| 第11回 | 1970年（昭和45年） | 高橋謙吉     | 真珠婚                               |                |
| 第10回 | 1969年（昭和44年） | 岩泉晶夫     | 遠い馬                               | 私家版         |
| 第09回 | 1968年（昭和43年） | 前原正治     | 作品・緑の微笑 他5編                 |                |
| 第08回 | 1967年（昭和42年） | 村上昭夫     | 動物哀歌                             | 思潮社         |
| 第07回 | 1966年（昭和41年） | 宝譲         | 冬の雨 他3編                         | 宝洸           |
| 第06回 | 1965年（昭和40年） | 中村俊亮     | 愛なしで                             | 思潮社         |
| 第05回 | 1964年（昭和39年） | 吉田慶治     | あおいの記憶                         |                |
| 第04回 | 1963年（昭和38年） | 寒河江真之介 | 鞭を持たない馭者                     |                |
| 第03回 | 1962年（昭和37年） | 斎藤庸一     | 雪のはての火                         | 昭森社         |
| 第02回 | 1961年（昭和36年） | 粒来哲蔵     | 舌のある風景                         | 歴程社         |
| 第01回 | 1960年（昭和35年） | 鎌田喜八     | エスキス                             | 圏詩社         |

### 晩翠あおば賞・晩翠わかば賞
東北地方および仙台市の国内姉妹都市の詩作品を対象とした賞で、「晩翠あおば賞」は中学生、「晩翠わかば賞」は小学生に授与された。柳原義達制作の土井晩翠レリーフと副賞の記念品が仙台文学館での贈賞式で贈られた。

## 利用者数・決算
仙台市に提出された指定管理者評価シート に記載されているデータによると、近年の利用者数は年間4 - 5万人である。うち、企画展などの観覧者数は2 - 3万人。
|          |                | 2006年度    | 2007年度    | 2008年度    | 2011年度    | 2012年度    |
| -------- | -------------- | ----------- | ----------- | ----------- | ----------- | ----------- |
| 利用者数 | 利用者数       | 4万9176人   | 4万0290人   | 4万7726人   | 2万7209人   | 4万1255人   |
| 市の支出 | 指定管理者費用 | 2億0703万円 | 2億0189万円 | 1億9524万円 | 1億7309万円 | 1億7093万円 |
| 市の支出 | その他         | 297万円     | 0万円       | 0万円       | 5401万円    | 163万円     |
| 市の収入 | 使用料         | 972万円     | 489万円     | 677万円     | 332万円     | 468万円     |
| 市の収入 | その他         | 254万円     | 296万円     | 186万円     | 108万円     | 176万円     |

## アクセス
- バス：北根二丁目・文学館前バス停下車
- 鉄道：仙台市地下鉄南北線の駅からはいずれの経路でも大きな高低差があるため所要時間はあくまで目安。
  - 黒松駅より、住宅地内や県道仙台泉線などを通って徒歩20分。
  - 旭ヶ丘駅より、台原森林公園内の山道を通って徒歩45分。
  - 台原駅より、台原森林公園内の山道である「あかまつの道」を通って徒歩20 - 30分。
- 高速道路：東北自動車道・泉インターチェンジまたは泉パーキングエリアスマートインターチェンジより約5.5キロメートル。
- 無料駐車場：普通車38台、障害者用2台、バス2台